# Feleacu
Feleacu é uma comuna romena localizada no distrito de Cluj, na região histórica da Transilvânia. A comuna possui uma área de 48.41 km² e sua população era de 3622 habitantes segundo o censo de 2007.